# Hydrochoerus isthmius
El capibara menor, carpincho menor o chigüiro menor (Hydrochoerus isthmius) es una especie de roedor semiacuático de gran tamaño, que integra el género Hydrochoerus, de la familia de los cávidos. Habita en manadas cerca del agua en regiones de clima tropical desde la cuenca del canal de Panamá hasta el noroeste de América del Sur.

## Taxonomía
Esta especie fue descrita originalmente en el año 1912 por el zoólogo estadounidense Edward Alphonso Goldman.
Localidad tipo
La localidad tipo referida es: “Marragantí, río Tuyra, Darién, Panamá”.
Relaciones filogenéticas
Ya desde su descripción se la consideró como una subespecie más pequeña de Hydrochoerus hydrochaeris, por lo que durante décadas fue tratada así, sin embargo, en el año 1991 luego de análisis genéticos y morfológicos, fue elevada a la condición de especie plena. Su cariotipo es diferente: 2n = 64 y FN = 104 (en H. hydrochaeris es 66 FN = 102). El peso es mucho menor: alrededor de 28 kg contra 50 kg en promedio en H. hydrochaeris (con rangos de 35 a 65 kg). H. isthmius es menor que H. hydrochaeris en todas las mediciones externas y craneales, pero cuenta con huesos frontales más gruesos y anchos, pterigoideos más cortos y más gruesos, y una diastema alargada.

## Distribución y hábitat
Este roedor se distribuye desde la cuenca del canal de Panamá y en el noroeste de Sudamérica siempre al oeste de los Andes, en el noroeste de Colombia y el oeste de Venezuela. Vive en varios tipos de hábitats, pero siempre junto al agua.

## Características y costumbres
Se alimenta solo de vegetales. Es capturado por caimanes, boas y grandes felinos como el Jaguar y el puma. La hembra, luego de una gestación de 108 días, pare camadas de una a 7 crías (3,5 como promedio), pudiendo hacerlo en cualquier época del año. Sus hábitos pueden ser tanto solitarios como sociales, y diurnos como nocturnos, dependiendo de la época del año, el tipo de hábitat y la presión local de caza.

## Conservación
Según la organización internacional dedicada a la conservación de los recursos naturales Unión Internacional para la Conservación de la Naturaleza (IUCN), en razón de que este roedor sufre algunas amenazas que aún no son cuantificadas, la clasificó como una especie con: “Datos insuficientes” en su obra: Lista Roja de Especies Amenazadas.
Es afectado por la deforestación de las selvas en galería, la agricultura extensiva, la caza de subsistencia (ya que se utiliza como fuente de alimento), etc. Muchos pantanos que constituyen su hábitat están siendo drenados en la desembocadura del río Magdalena, en Colombia.